# Introduction to Mayhem
Introduction to Mayhem é o segundo álbum de estúdio da banda Primer 55, lançado a 25 de Janeiro de 2000.
É o primeiro grande lançamento da banda por uma gravadora importante. O álbum teve a participação de Chris Kilmore da banda Incubus e de Jared Gomes da banda Hed PE.

## Faixas
1. "Loose" - 3:04
2. "Something Wicked This Way Comes" - 0:07
3. "Supa Freak Love" - 3:46
4. "G's" - 3:37
5. "Chaos" - 0:29
6. "Pigs" - 3:26
7. "Stain" - 3:38
8. "Revolution" - 1:11
9. "Set It Off" (com Jared Gomes) - 3:11
10. "Hey Bubba" - 0:07
11. "Introduction to Mayhem" - 3:36
12. "Dose" - 5:14
13. "The Big Fuck You" - 4:18
14. "Violence" (com Mark Harrington) - 3:15
15. "Hate"" - 4:21
16. "Funhouse" - 0:21
17. "Tripinthehead" - 4:49

## Créditos
- Mike "Jr." Christopher - Baixo
- Josh McLane - Bateria
- Bobby Burns - Guitarra
- DJ Kilmore - DJ (faixas 1, 3, 4, 6)
- Jason "J-Sin" Luttrell - Vocal
- Bobby Burns, Rafael "Flip" Hernandez e Rob Caggiano - Vocal de apoio (faixa 12)